# Hospital de Formentera
El Hospital de Formentera  es el hospital público de la isla de Formentera, (Islas Baleares, España). Pertenece al Servicio de Salud de las Islas Baleares.

## Historia[1]
Hasta bien entrado el siglo XX, la atención médica en Formentera se realizaba en los domicilios de los pacientes por médicos rurales. 
Para principios de la década de 1980, en la isla existía un único Centro Subcomarcal de Higiene, con tan sólo 2 médicos en toda la isla. A partir de 1989, se hizo la petición al INSALUD para primero ampliar las plazas de profesionales sanitarios, para después inaugurar el primer centro de salud.
Los pacientes con patología grave debían trasladarse por barco o lancha ambulancia hacia otras islas, como el Hospital Can Misses en Ibiza (inaugurado en 1985). Posteriormente se comenzó a usar helicópteros para los traslados.
En 1999 se propuso la creación de un hospital, ante la demanda de servicios sanitarios por una población creciente. 
Se iniciaron las obras de construcción en 2005, finalizándose en 2006, con un coste de 9.267.000 euros. El hospital entró en funcionamiento el 29 de enero de 2007, pero no se inauguró oficialmente hasta el 12 de febrero. 
La primera intervención quirúrgica (por apendicitis) que se realizó en el hospital tuvo lugar el 7 de enero de 2007, y el 14 de febrero de ese año tuvo lugar el primer nacimiento.

## Cobertura Asistencial
El Hospital de Formentera da cobertura a un territorio con una población de alrededor de 11.000 habitantes, cubriendo el área de la isla de Formentera.

### Atención Primaria[6]
Es el hospital asignado para el único centro de salud de Atención Primaria de la isla, llamado Centro de Salud Formentera.

## Cartera de servicios[7]
| - Aparato Digestivo - Cardiología - Endocrinología - Hematología y Hemoterapia - Medicina Interna - Neurología - Medicina Intensiva - Oncología - Reumatología - Psiquiatría - Pediatría - Urgencias | - Cirugía General y de Aparato Digestivo - Dermatología - Obstetricia y Ginecología - Otorrinolaringología - Traumatología y Cirugía Ortopédica - Urología - Anestesiología y Reanimación | - Análisis Clínicos - Bioquímica - Farmacia Hospitalaria - Radiodiagnóstico - Rehabilitación |

## Personal
En el centro trabajan alrededor de 90 profesionales. Cuenta con personal fijo y temporal:
- facultativos 22
- enfermería 24
- otro personal 46

## Instalaciones y recursos
Se encuentra sobre una parcela de 3.400 metros cuadrados metros cuadrados, en un mismo edificio donde se encuentra el hospital de Formentera y también se encuentra el servicio de Centro de Salud.
El hospital cuenta con:
- camas 12
- quirófanos 5
- salas de radiología convencional 2
- ecógrafos 3
- consultas externas 12
- paritorios 1
- mamógrafos 1

### Accesos
Se puede llegar al hospital en autobús, concretamente con la línea L2
Al hospital se puede acceder por la carretera  PM-820 .